# Холекальциферол
Холекальциферо́л (Cholecalciferol), витамин D3 — органическое соединение, жирорастворимый витамин. Образуется в коже под действием УФ-лучей из 7-дигидрохолестерина, а также в небольшом количестве поступает с пищей. Белый кристаллический порошок. Нерастворим в воде, растворим в спирте, диэтиловом эфире, хлороформе, растительных маслах. Малоустойчив к действию света, легко окисляется.

## Механизм действия
Холекальциферол сам по себе неактивен. Он превращается в свою активную форму с помощью двух гидроксилирований: первого в печени с образованием 25-гидроксихолекальциферола (кальцидиол, витамин D-25-OH). Второе гидроксилирование происходит главным образом в почках, где происходит превращение 25-OH витамина D3 в 1,25-дигидроксихолекальциферол (кальцитриол, 1,25-(OH)₂D3). Все эти метаболиты связаны в крови с витамин D-связывающим белком. Действие кальцитриола опосредуется рецептором витамина D, ядерным рецептором, который регулирует синтез сотен белков и присутствует практически в каждой клетке организма.

## Фармакологическое действие
Фармакологическое действие — регуляция кальциево-фосфорного обмена. Усиливает всасывание кальция в кишечнике и реабсорбцию фосфора в почечных канальцах, нормализует образование костного скелета и зубов у детей, способствует сохранению строения костей. Повышает проницаемость клеточных и митохондриальных мембран кишечного эпителия, облегчая чрезмембранный транспорт катионов кальция и других двухвалентных катионов, активирует вторичное всасывание фосфатов, увеличивает захват этих ионов костной тканью, усиливает процесс оссификации. Всасывается в дистальном отделе тонкой кишки (необходимо присутствие желчи), поступает в лимфатическую систему, попадает в печень и в общий кровоток. В крови связывается с α2-глобулинами и частично — с альбуминами, переносится в ткани печени, костей, скелетных мышц, почек, надпочечников, миокарда, жировую ткань. Максимальная концентрация в тканях создается через 4—5 ч после введения, затем несколько снижается, сохраняясь длительное время на постоянном уровне. В форме полярных метаболитов находится преимущественно в мембранах клеток, микросом, митохондрий и ядер. Накапливается в печени. В результате биотрансформации в печени и почках образуются активные метаболиты. Большая часть холекальциферола и продуктов его обмена выделяется с желчью в кишечник, из которого они могут либо вновь всасываться, создавая систему энтерогепатической циркуляции, либо удаляться через кишечник.

## Показания
Рахит (профилактика и лечение), простой («зимний») псориаз, витилиго, спазмофилия, остеомаляция, метаболические остеопатии (гипопаратиреоз, псевдогипопаратиреоз), гипокальциемия, тетания, остеопороз, замедленное образование костной мозоли (при переломах), потеря кальция в костях и зубах.

## Ограничения к применению
Органические поражения сердца, острые и хронические заболевания печени и почек, заболевания ЖКТ, язвенная болезнь желудка и двенадцатиперстной кишки, беременность, гипотиреоз, пожилой возраст.

## Противопоказания
Гиперчувствительность, гиперкальциемия, гиперкальциурия, кальциевый нефроуролитиаз, длительная иммобилизация (большие дозы), активные формы туберкулёза лёгких.

## Побочное действие
Головная боль, желудочно-кишечные расстройства, раздражение почек, обострение туберкулёзного процесса в лёгких.

## Особые указания
При профилактическом применении необходимо иметь в виду возможность передозировки, особенно у детей (не следует назначать более 10—15 мкг (400—600 МЕ) в сутки). Во время лечения обязателен контроль содержания кальция в крови и моче (особенно при сочетании с тиазидными диуретиками).

## Лекарственное взаимодействие
Эффект снижают дифенин, холестирамин; токсичность — витамин A. Скорость биотрансформации увеличивают барбитураты.

## Передозировка
При повышенной чувствительности и передозировке могут наблюдаться гиперкальциемия, гиперкальциурия и симптомы, ими обусловленные, — нарушения сердечного ритма, тошнота, рвота, головная боль, слабость, раздражительность, снижение массы тела, сильная жажда, учащенное мочеиспускание, образование почечных камней, нефрокальциноз, кальциноз мягких тканей, анорексия, артериальная гипертензия, запоры, почечная недостаточность.
При хроническом отравлении — деминерализация костей (остеопороз), отложение кальция в почках, сосудах, сердце, лёгких, кишечнике, нарушение работы органов, что может привести к смертельному исходу. Лечение: отмена холекальциферола, назначение кортикостероидов, витамина E, препаратов магния, калия, кислоты аскорбиновой, ретинола, тиамина.

## Способ применения и дозы
Внутрь, при профилактическом назначении суточная доза по старой системе — 400 МЕ (10 мкг) для взрослых, для лиц старше 60 лет — 650 МЕ в сутки, по новой системе 500 МЕ для взрослых в сутки.
Для профилактики рахита — 200 000—400 000 МЕ общая доза за 6 мес, при условии что ребёнок не находится на солнце или не принимает смеси для вскармливания содержащие витамин D в этом случае следует индивидуально подбирать количество препарата. (до 5 лет). Лечение рахита, спазмофилии и гипокальциемии — 200 000 МЕ в неделю в течение 2 нед (с добавлением солей кальция); остеомаляции и остеопороза — 200 000 МЕ каждые 15 дней в течение 3 мес.
Для предупреждения приступов тетании назначают до 1000 МЕ в день.
Интенсивность выработки холекальциферола может меняться в зависимости от сезона. Отмечена максимальная концентрации витамина D3 в плазме крови после летних (солнечных) месяцев. В северных регионах, где солнечная инсоляция недостаточна, в период с октября по март эндогенный синтез микронутриента сокращается и становится недостаточным для обеспечения потребностей организма.